# 京九直通列車
京九直通列車（けいきゅうちょくつうれっしゃ）または京九直通車（中国語: 京九直通車）とは、かつて中華人民共和国の北京市から香港の紅磡駅（九龍駅）を結んでいた優等列車である。2024年6月15日に廃止された。
また、この1ヶ月後の同年7月31日には城際直通車も廃止されている。
いずれも、代替列車としては高速鉄道を利用することが推奨されている。

## 概要
京九直通列車の前身となる列車は、北京～広州間で運行された47/48次列車で、京広線で運行される列車の中でも歴史の長い列車である。九龍直通が開始されたのは1997年5月18日で、乗務員は広州鉄路集団広州客運段が担当している。北京西発九龍行きの所要時間は23時間53分、使用される列車番号はZ97次であり、九龍発北京西行きの所要時間は23時間36分で、使用される列車番号はZ98次である。京九直通列車の運行距離は2,475kmで、途中京広線、広深線を運行して香港に入り、香港内では東鉄線を経由する。その経路は北京市、河北省、河南省、湖北省、湖南省、広東省の6省市に跨る。京九直通列車は中国鉄道部や北京鉄路局から文明示範列車、全国衛生列車などの称号を贈られている

## 歴史

### 京広特快列車
1956年12月に行われたダイヤ改正で、武昌北駅（現：徐家棚駅）～広州駅（現：大沙頭駅）を結ぶ29/30次旅客直達快車（直快列車）が、粤漢線経由で運行を開始した。1957年10月、武漢長江大橋が開通したことにより、京漢線と粤漢線が接続され、京広線となった。そのため、1958年5月21日より29/30次列車は北京まで延長され、京広線を全線走破した。1959年に大規模なダイヤ改正が行われ、29/30次列車は列車番号を23/24次列車に改めた。1964年から1968年までの4年間、23/24次列車は運行区間が短縮され、鄭州～広州間の運行となり、列車番号も81/82次に変更された。
1969年のダイヤ改正で、81/82次直快列車は再び北京まで運行されることになり、列車番号も47/48次に改められた。1981年のダイヤ改正で、47/48次直快列車は特快列車に格上げされ、乗務員の担当も北京鉄路局の担当となった。1980年代当時、47/48次列車は15/16次列車（現：Z35/36次列車）とともに京広線の花形列車として運行された。1990年、47/48次列車の車輛は25A系客車に置き換えられ、後に25G系客車に更新された。1995年、47次列車の北京駅～広州駅間所要時間は33時間31分、48次列車の広州～北京間所要時間は33時間43分で、ともに始発駅を夜間に出発し、3日目の朝に目的地に到着していた。翌1996年1月21日、47/48次列車は始発駅を北京西駅に変更し、出発時間が7分早まった。

### 京九直通列車

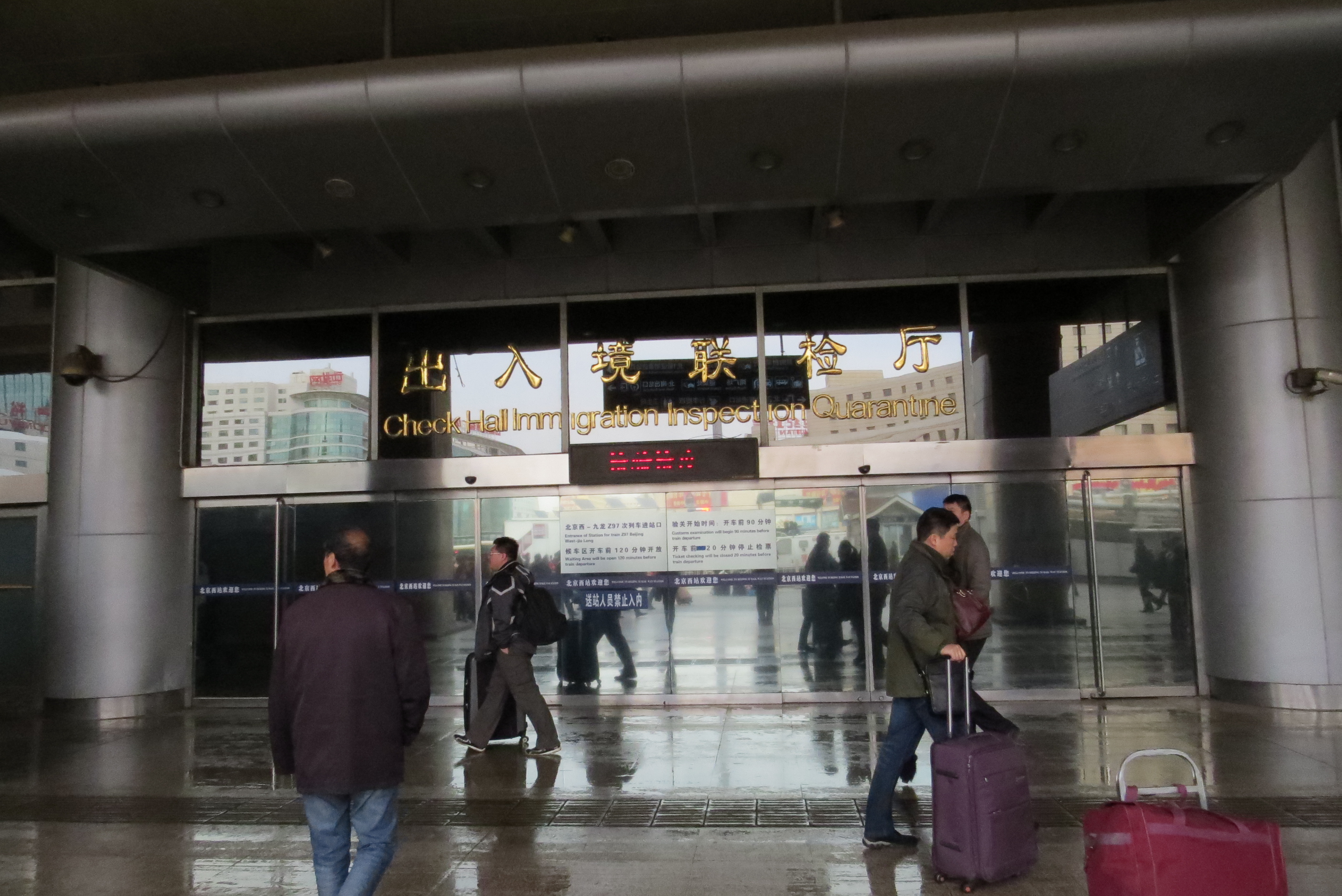
北京西駅の京九直通列車用乗り場

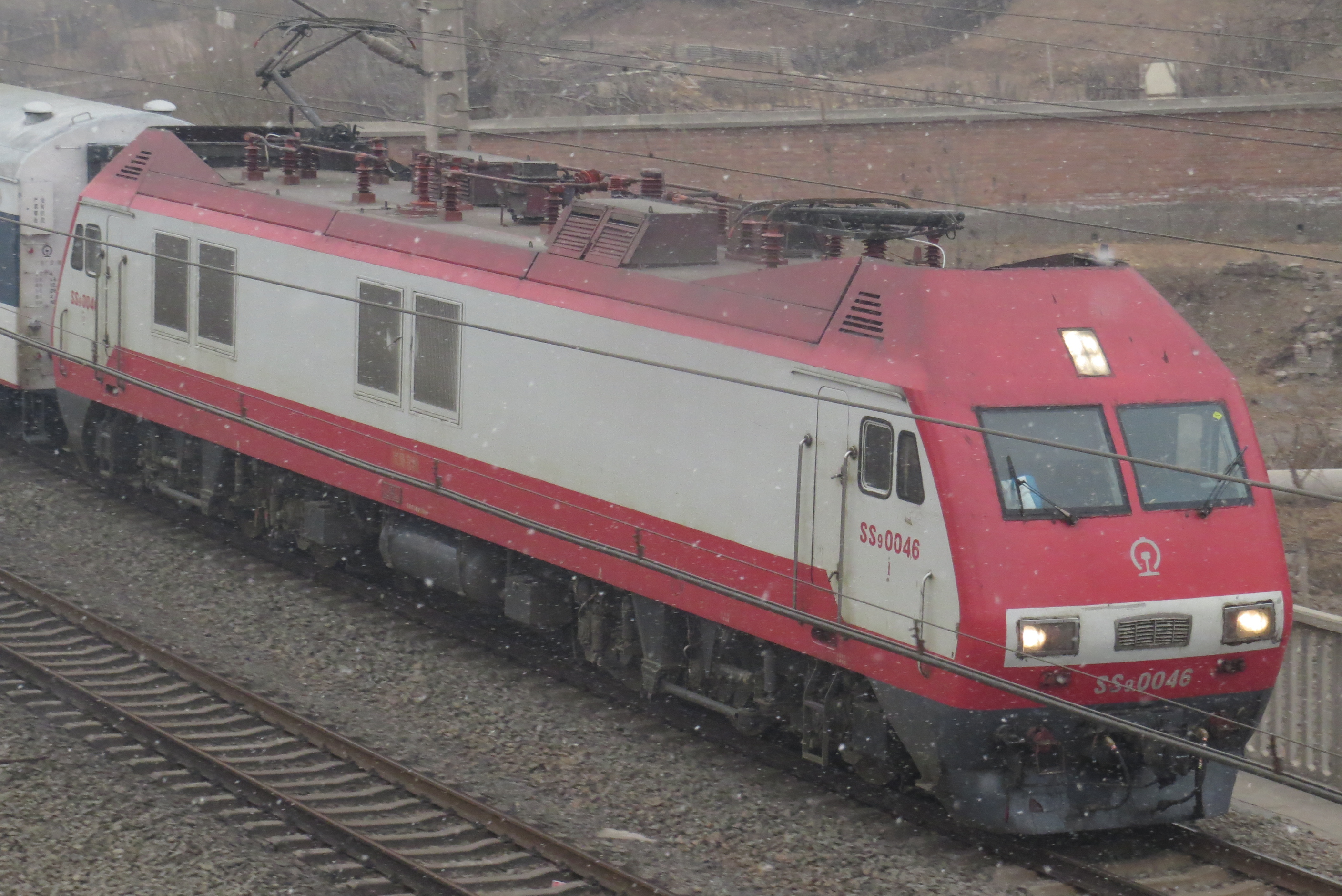
槐樹嶺トンネル付近を走行中の韶山9型電気機関車牽引Z98次列車

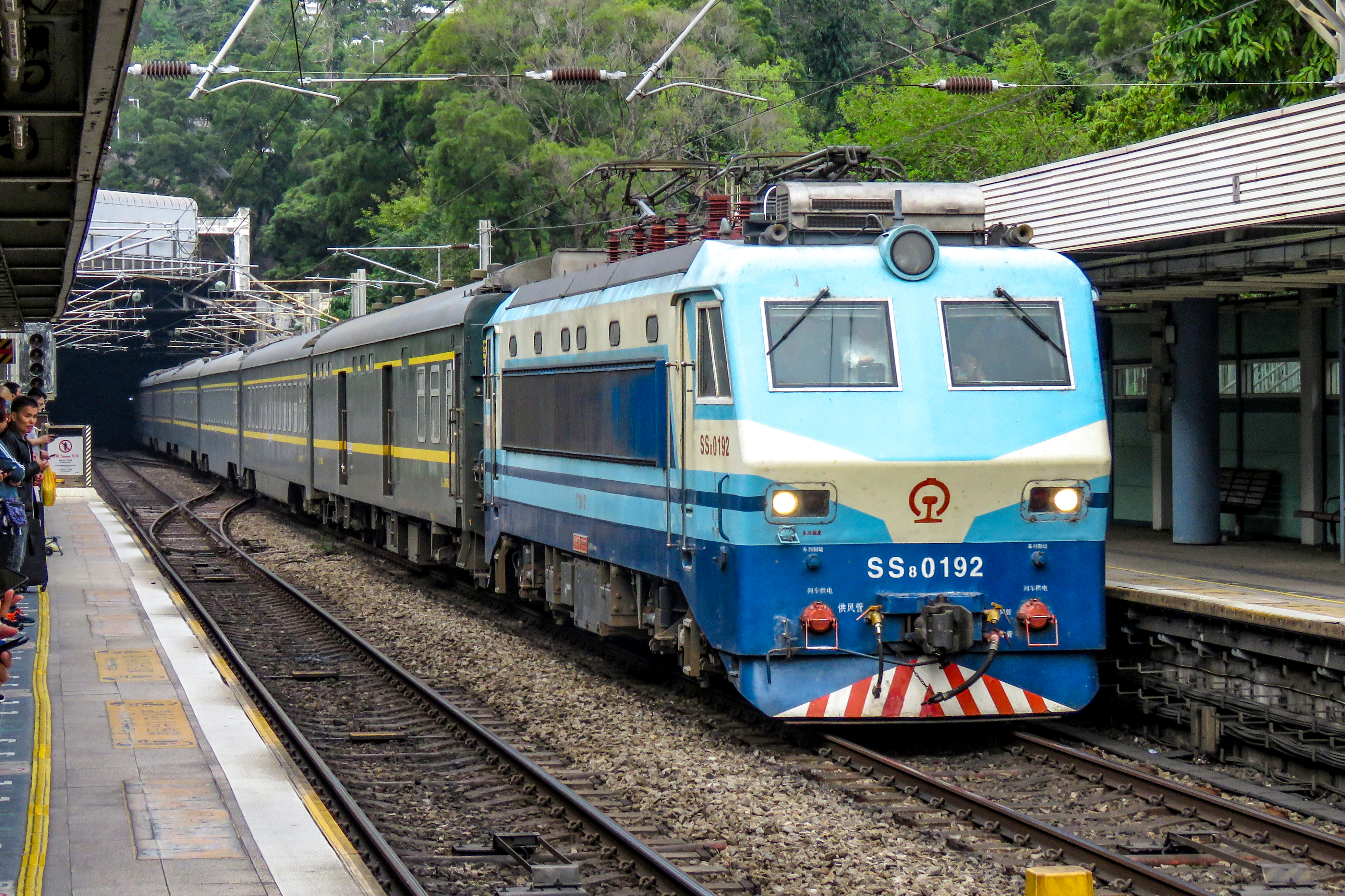
九龍塘駅を通過する韶山8型電気機関車牽引の京九直通列車

1996年7月、香港返還によって中国本土～香港間の移動需要が高まることを予測した北京鉄路局は、京九直通列車の運行開始を計画していることを鉄道部に報告した。同月、上海市人民政府は鉄道部に対して上海～九龍間の特快列車運行開始について書翰で問い合わせた。1996年8月、鉄道部は専門チームを立ち上げて、香港の九広鉄路公司と複数回にわたって交渉を行った。
1997年3月26日、当時鉄道部部長であった韓杼濱は「北京、上海—九龍直通旅客列車運行開始に関連する諸問題について」（关于开行北京、上海—九龙直通旅客列车有关问题的请示）という報告書を国務院に提出した。これに対して国務院は迅速に対応し、「北京、上海—九龍直通旅客列車規則」（北京、上海-九龙直通旅客列车办法）と「＜北京、上海-九龍直通旅客列車規則＞実施細則」（＜北京、上海-九龙直通旅客列车办法＞实施细则）などの取り決めを迅速に批准した。そして、北京鉄路局に対して1997年7月1日の香港返還前までに京九直通列車の運行を開始するように指示した。
1997年4月1日、鉄道部は第一次大提速（ダイヤ改正）を行い、47/48次列車を九龍駅（紅磡駅）まで2日に1回のペースで延長運転させ、列車番号を97/98次に改めることを決定した。しかし、この時は京九直通列車運行開始の準備が整っていなかったため、依然として広州駅までの運行とされた。5月12日、京九直通列車の切符が発売され、そして5月18日、京九直通列車及び滬九直通列車の運行が開始された。1997年5月18日午前7時30分、第1列車である九龍行き97次京九直通列車が北京西駅を出発した。記念式典では、当時の国務院副総理である呉邦国がテープカットを行った。第1列車は翌日の午後1時10分に九龍駅に到着し、その運行時間は約30時間であった。翌5月19日午後3時には98次列車が九龍駅を発車して北京に向かい、翌20日午後8時55分に北京西駅に到着した。運行開始当初の京九直通列車の乗務員は北京鉄路局北京西客運段（京局西段）が担当し、車輛には1997年当時の最新型である25K系客車が充当された。停車駅は石家荘駅、鄭州駅、信陽駅、漢口駅、武昌駅、長沙駅、韶関駅、広州駅、広州東駅、常平駅の10駅で、常平駅では約1時間停車し、その間乗客は荷物を携帯して一旦下車し、中国の出入国審査を受けた。
1998年10月1日、第二次大提速が行われ、列車番号がK97次（九龍行き）、K98次（北京西行き）にそれぞれ変更され、さらに2000年10月21日には第三次大提速が行われ、京九直通列車は快速列車から特快列車に格上げされ、列車番号もT97次（九龍行き）、T98次（北京西行き）にそれぞれ変更された。この時の改正で、石家荘駅と広州駅は通過となり、京九直通列車の北京西～九龍間の所要時間は約28時間に短縮された。
2003年10月1日に北京西駅出入国旅客ターミナルが完成し、乗客はそれぞれ起終点の駅で出入国審査を受けることになった。これまでは東莞駅で各検査を行っていたが、乗客は東莞駅（常平駅）で一旦下車する必要がなくなったため、京九直通列車の運行時間は1時間近く短縮された。これ以降、九龍へ行く乗客は北京西駅での出国審査後、中国をすでに出国したことになるので、九龍行きの車輛は厳重に封鎖の上隔離され、途中駅での下車は認められなくなった。
2005年、北京西客運段と北京客運段が合併したことを受け、京九直通列車は北京客運段（京局京段）の乗務員が担当するようになった。しかし2007年9月25日には、担当が広州鉄路集団公司広深鉄路株式会社広九客運段と車輛段に変わり、（2015年）現在に至っている。
2006年10月より、上海鉄路局と九広鉄路公司は個人旅行者と家族旅行者を対象とした割引運賃制度を開始した。これは切符購入時に帰りの切符も同時に購入することで10%割引きするというもので、さらに閑散期には個人客で20%、4人以上の団体客なら最高で40%まで割引きされ、片道切符でも10%割引きされることになった。この割引制度は（2015年）現在でも続いている。
2007年4月18日、第六次大提速により、京九直通列車の運行時間が約27時間から約24時間に短縮された。その翌年の2008年1月1日、京九直通列車の車輛と牽引する機関車が更新された。広州東～九龍間の牽引機関車は韶山8型電気機関車に更新され、最高時速160kmとなった。客車は長沙車輛段から転属してきた25T系客車に置き換えられ、元々使用されていた25K系客車はフフホト鉄路局に転属となった。
2008年1月27日、中国雪害の影響で、1月26日に九龍到着予定のT97次列車は長沙駅で長時間停車を余儀なくされ、27日午後1時に丸1日の遅れで九龍駅に到着した。この時のT97次列車の運行時間は、北京西駅から50時間に及んだ。2009年4月1日のダイヤ改正で、京九直通列車は京広線内で直達特快列車並みの時速160km運行を開始した。これにより、北京西～九龍間の運行時間は九龍行きが23時間48分、北京西行きが23時間36分となった。
2014年12月17日、T97/98次列車は直達特快列車に格上げされ、列車番号も九龍行きがZ97次、北京西行きがZ98次に改められた。元々のZ97/98次列車（太原～上海）はZ196/197・Z198/195次列車に列車番号が変更された。

## 列車編成

### 牽引機
2008年1月1日に、北京西～広州東間は韶山9型電気機関車に置き換えられた。なお、一時的に東風11型ディーゼル機関車が用いられたこともある。
| 運行区間                 | 北京西↔広州東                                                            | 広州東↔九龍（紅磡）                                                                 |
| 機関車 所属 機関士所属駅 | 韶山9型 北京鉄路局北京機務段/広州鉄路集団公司広州機務段 石家荘/長沙/広州 | 韶山8型 広州鉄路集団公司広州機務段 広州（羅湖～九龍（紅磡）間は香港の機関士も乗務） |

### 客車
2008年1月1日以降の編成は18輛編成で、高級軟臥車（特等寝台車）、軟臥車（1等寝台車）、硬臥車（2等寝台車）、食堂車及び荷物車から成っている。そのうち香港まで運行されるのは11輛で、硬臥車5輛、軟臥車3輛、高級軟臥車1輛及び食堂車と荷物車から成り、その定員は376人である。北京寄り9輛は広州東止まりの中国国内列車で、香港行き車輛との行き来はできない。そのため、九龍まで運行される日は中国国内区間のみを利用する乗客は食堂車に立ち入ることができず、供食サービスは車内販売のみとなる。
| 運行区間   | 九龍（紅磡）↔北京西 | 九龍（紅磡）↔北京西        | 九龍（紅磡）↔北京西        | 九龍（紅磡）↔北京西             | 九龍（紅磡）↔北京西 | 広州東↔北京西              | 広州東↔北京西              | 広州東↔北京西              | 広州東↔北京西 |
| 号車番号   | 1                   | 2－6                       | 7－9                       | 10                              | 11                  | 12-15                      | 16-17                      | 18                         | 19            |
| 車輛の種類 | XL25T 荷物車        | YW25T 硬臥車 （2等寝台車） | RW25T 軟臥車 （1等寝台車） | RW19T 高級軟臥車 （特等寝台車） | CA25T 食堂車        | YW25T 硬臥車 （2等寝台車） | YZ25T 硬座車 （2等座席車） | YW25T 硬臥車 （2等寝台車） | UZ25T 郵便車  |

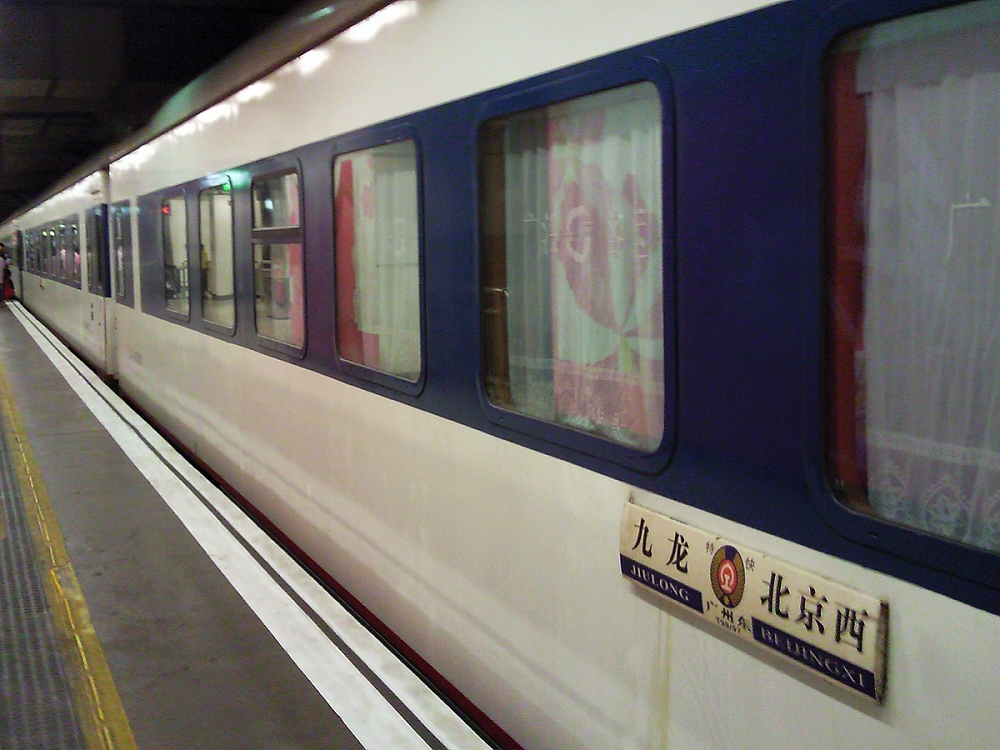
九龍駅停車中のT98次京九直通列車
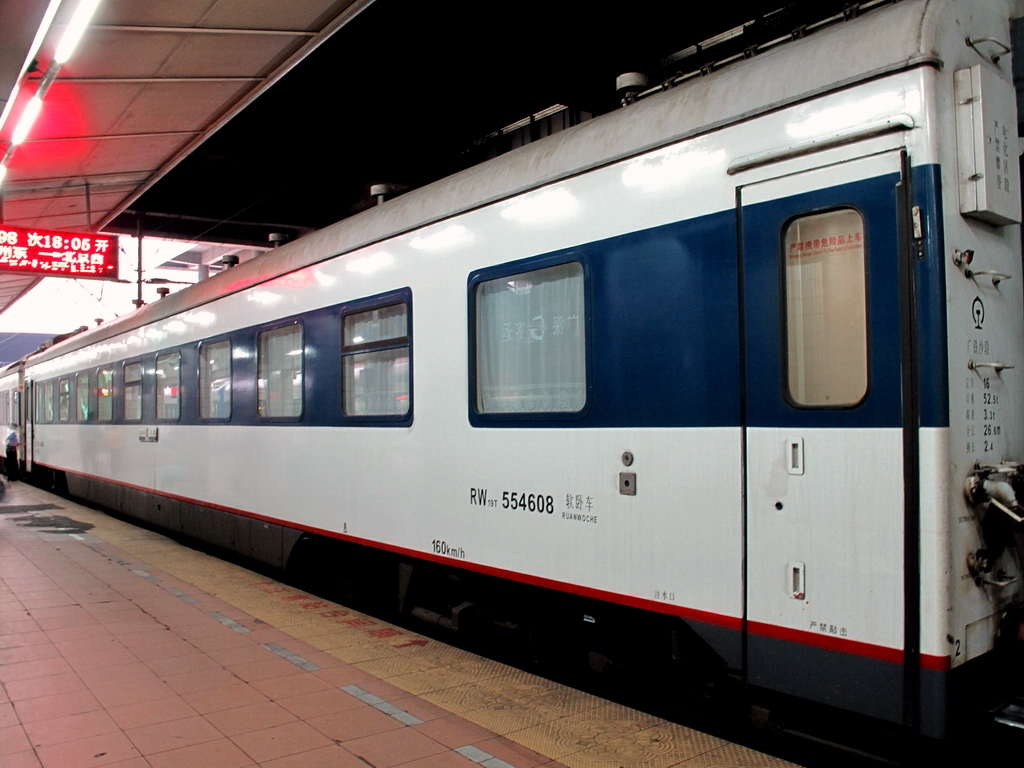
RW19T高級軟臥車
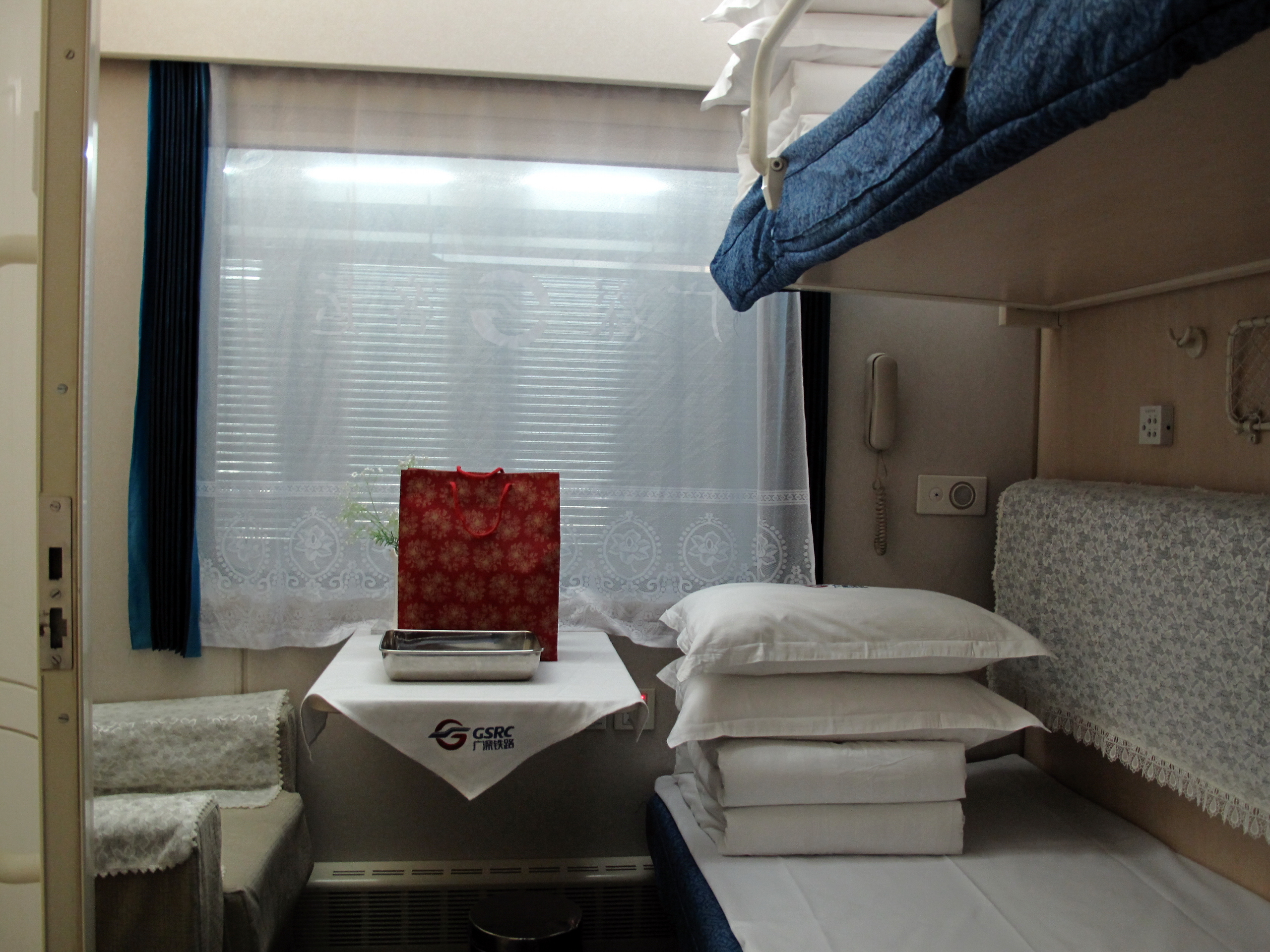
京九直通列車の高級軟臥車車内
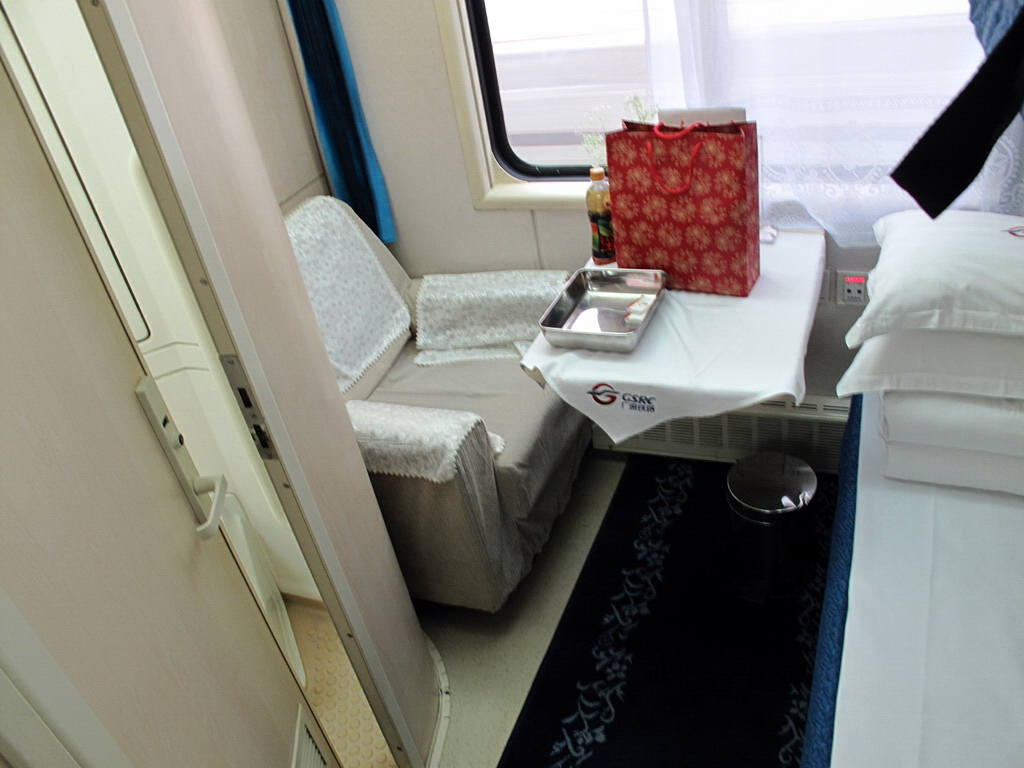
京九直通列車の高級軟臥車車内

## 時刻表
- 2015年11月現在。

| Z97次 （九龍行き） | Z97次 （九龍行き） | Z97次 （九龍行き） | Z97次 （九龍行き） | 停車駅                | Z98次 （北京西行き） | Z98次 （北京西行き） | Z98次 （北京西行き） | Z98次 （北京西行き） |
| 走行距離           | 日数               | 到着時間           | 出発時間           | 停車駅                | 到着時間             | 出発時間             | 日数                 | 走行距離             |
| ------------------ | ------------------ | ------------------ | ------------------ | --------------------- | -------------------- | -------------------- | -------------------- | -------------------- |
| 0                  | 1                  | —                  | 13:00              | 北京西                | 15:13                | —                    | 2                    | 2475                 |
| —                  | 1                  | ↓                  | ↓                  | 黄河                  | ↑                    | ↑                    | 2                    | —                    |
| 689                | 1                  | 18:41              | 18:47              | 鄭州                  | 09:28                | 09:34                | 2                    | 1786                 |
| —                  | 1                  | ↓                  | ↓                  | 長江 （武漢長江大橋） | ↑                    | ↑                    | 2                    | —                    |
| 1225               | 1                  | 23:16              | 23:22              | 武昌                  | 04:48                | 04:54                | 2                    | 1250                 |
| 1587               | 2                  | 02:35              | 02:41              | 長沙                  | 01:19                | 01:25                | 2                    | 888                  |
| 2302               | 2                  | 10:01              | 11:04              | 広州東                | 17:16                | 18:06                | 1                    | 173                  |
| 2475               | 2                  | 13:01              | —                  | 紅磡（九龍）          | —                    | 15:15                | 1                    | 0                    |

## 切符
2015年7月15日現在。価格は香港ドルで記す。京九直通列車の切符は60日前から発売され、高級軟臥車は北京西駅と九龍駅でのみ購入することができる。なお、中国鉄路総公司の切符販売システム（TRS）上では、京九直通列車の九龍直通の編成と広州東止まりの編成は明確に区別されていて、広州東止まりの編成は列車番号通りの「Z97」であるのに対して、九龍直通の編成では「P97」が用いられる。しかし実際には、駅の窓口以外では九龍直通の編成も「Z97」の列車番号がそのまま使われている。
| 九龍～北京西 | 成人   | 小児 |
| ------------ | ------ | ---- |
| 高級軟臥     | $1,191 | $788 |
| 軟臥         | $934   | $604 |
| 硬臥下段     | $601   | $393 |
| 硬臥中段     | $587   | $380 |
| 硬臥上段     | $574   | $366 |

## 脚註

### 註釈
1. ↑  常平駅は1997年12月23日、東莞駅に改称されたが、2013年6月20日に常平駅に戻された。